# ميجيل فيساك
ميجيل فيساك (بالإنجليزية: Miguel Fisac)‏ (29 سبتمبر 1913 في دايميل، سيوداد ريال - 12 مايو 2006 في مدريد) مهندس معماري، ورسام، ومخطط حضري من إسبانيا.

## الجوائز
- جائزة إسبانيا للهندسة المعمارية الوطنية  [لغات أخرى]‏
- وسام إيزابيلا الكاثوليكية من رتبة قائد  [لغات أخرى]‏
- وسام الاستحقاق المدني الإسباني برتبة الصليب الأعظم
- نيشان ألفونسو العاشر الحكيم من رتبة قائد  [لغات أخرى]‏